# Applicazioni Contabili Gestionali
Applicazioni Contabili Gestionali (ACG) è stata una divisione di IBM che ha fatto la storia nel panorama IT italiano con la sua gamma di software gestionali destinati alle PMI.

## Storia e caratteristiche
La divisione ACG, presente nelle sedi di Roma e Bari (con oltre 100 dipendenti) hanno prodotto nel corso di un trentennio diverse versioni dell'omonimo ERP.
Le ACG, sviluppate inizialmente in RPG su hardware IBM AS/400 (1988), hanno visto nel tempo un costante adeguamento funzionale (ACGv2, ACGv3) e tecnologico (ACG WebEdition) culminato nella versione ACG Vision4, una web solution multipiattaforma (iSeries/Windows/Linux), sviluppata in Java, integrata e altamente personalizzabile.
Strutturate in numerosi moduli applicativi di base (ModuloBase/ServiceBus, Amministrazione, Logistica, Produzione, Controllo di Gestione, CRM, Tesoreria, Cespiti..) personalizzabili e configurabili. Tale architettura ha permesso lo sviluppo, da parte dei partners, di decine di moduli verticali integrati e specializzati per industry/processo.
Ad oggi sono ancora numerosissime le aziende italiane che utilizzano le ACG nelle varie versioni.